# Año escolar
El año escolar (también, año académico o ciclo escolar, en Hispanoamérica) es el período del año durante el cual los estudiantes acuden a sus centros de enseñanza. Cada ciclo, generalmente, dura nueve meses cuyo comienzo y final es determinado por cada país.
En los países de América del Sur (excepto en Ecuador, Venezuela, y parcialmente en Colombia) el año suele comenzar en marzo y finalizar en diciembre. Mientras en Europa, se acostumbra a iniciar durante septiembre hasta el mes de junio.

## Argentina
Las clases empiezan generalmente la primera semana de marzo, y culminan a fines de noviembre o comienzos de diciembre. Luego del receso de verano, se suele dar un receso de invierno en las últimas dos semanas de julio, aunque no siempre las provincias coinciden entre sí en el momento de las vacaciones. Generalmente, la ciudad de Buenos Aires coincide con las vacaciones en la provincia de Buenos Aires, para fomentar el turismo en la costa atlántica.
Además del receso invernal, en algunas universidades suele haber una semana de exámenes finales, contabilizándose tres semanas de descanso para aquellos alumnos que no tuviesen que rendir ningún examen final. 
En Argentina, desde la Ley Federal de Educación sancionada bajo la presidencia de Carlos Menem, cada provincia tiene autonomía sobre la educación. Puede decidir el temario y la organización educativa. Por esta razón entre provincias hay varias diferencias en lo que la educación concierne. Por ejemplo, el primario de algunas provincias dura 6 años y el secundario también 6 o 7 (dependiendo si es una escuela normal o técnica), mientras que en otras el primario tiene 7 y el secundario 5 o 6.  
En las primarias de algunas provincias, el año está dividido en tres trimestres, como en la secundaria. En otras el año escolar se organiza en cuatro bimestres.
Las universidades dividen el año en dos cuatrimestres. 
La escala de calificación es indicativa en las escuelas primarias y varía en las distintas provincias: sobresaliente (S),
muy bueno (MB),
bueno (B),
regular (R) e
insuficiente (I),
siendo bueno la última nota de aprobado).
Pues escala de clasificaciones es
excelente (E),
muy bueno (MB),
bueno (B),
satisfactorio (S) o
no satisfactorio (NS).
En las secundarias, la escala va del 1 al 10, aprobándose las materias  con una nota de 7 o 6, variando en las distintas escuelas o provincias.
Si el promedio de una materia, a final del ciclo lectivo, el alumno tiene una calificación de 4 a 6, la materia se considera desaprobada, mientras que si la calificación es de menos de 4, se considera aplazada.
En la educación universitaria también se utiliza la escala del 1 al 10, considerándose 4 aprobado.
En algunas materias de ciertas carreras, un 7 se considera promoción directa y exime al estudiante de rendir un examen final.

## Colombia
En Colombia, el año escolar tiene un calendario que consta de cuatro períodos académicos, hay tres semanas (Vacaciones de junio—julio) y dos meses de duración (Vacaciones de Navidad o Fin de Año). En Semana Santa existe un periodo de vacaciones (marzo-abril), y luego en junio otro, desde mitad de año hasta principios de julio. desde hace varios años es obligatorio que todas las instituciones educativas colombianas reciban una semana de receso en el mes de octubre. El año escolar termina a mediados o finales de noviembre. Ese mes se utiliza fundamentalmente para las recuperaciones de cursos, anteriormente se hacía solamente para un máximo de dos asignaturas. En la actualidad, gracias a una modificación establecida en 2017 con el fin de que los estudiantes tuviesen la oportunidad de recuperar todas las asignaturas reprobadas.
En el calendario B, el año escolar comienza a mediados de agosto o a principios de septiembre, según la institución, y finaliza a mediados de junio. A principios de diciembre o finales de noviembre, hay un periodo de vacaciones de Navidad y Año Nuevo, con una duración de un mes o mes y medio.
Las instituciones adoptan el calendario A o B, dependiendo si son entidades públicas o privadas. Los colegios públicos, adoptan el calendario A al igual que muchas instituciones privadas, las instituciones privadas de mayor nivel económico se guían por el B, aunque también algunos estamentos públicos.
En la educación superior el año se divide en semestres que inician en enero o febrero depende la universidad y termina a finales de mayo o junio y el segundo periodo sistema académico de julio a finales de noviembre o diciembre la institución. En las instituciones, que consistía en notas de 1 a 5 para primaria, se reformuló en 2002 a Excelente, bueno, aceptable, insuficiente y deficiente y bachillerato y en la universidad del 1 al 5; fue reformulado a partir de 2009, de manera que en educación primaria se les añadió una valoración a las calificaciones: Superior, Alto, Básico y Bajo si se puede pasar el año .

## Chile
En Chile, el año escolar se inicia a principios de marzo. El primer semestre dura 19 a 20 semanas, seguido de dos semanas de vacaciones de invierno, El segundo semestre generalmente dura de 19 a 20 semanas y termina en diciembre dependiendo del colegio y los exámenes que finalmente deba rendir el estudiante.
La educación superior tiene casi el mismo calendario, con diferencias específicas, empezando en marzo y terminando en el periodo comprendido en la primera de enero, teniendo por lo general libre la semana de Navidad antes de los exámenes finales. Algunas universidades tienen además un semestre intensivo de verano, generalmente durante enero. La mayoría de las universidades dan a sus estudiantes vacaciones de invierno durante dos semanas en julio, y también una semana de vacaciones durante Semana Santa y otra semana completa durante Fiestas Patrias (18 de septiembre).
Con respecto a la escala de evaluación, esta va del 1.0 al 7.0 donde el 4.0 es la nota mínima necesaria para aprobar.
Los alumnos van con los respectivos uniformes que les propone el establecimiento, aunque estos por ley pueden obligar a su estudiante a usar dicho vestuario. El no permitir el ingreso a un alumno sin su uniforme escolar o por solo llevar parte de este, es sancionado.

## Ecuador
En Ecuador, el año escolar esta establecido en 200 días laborables, antes de las reformas implementadas en 2012, se dividía en 3 trimestres y la escala de evaluación era de 20 puntos donde la nota mínima para aprobar era de 14 puntos, si el estudiante no alcanzaba en una materia los 14 puntos podía hacer un examen supletorio donde tenía que alcanzar los 14 puntos para no perder el curso, ahora con las reformas implementadas el sistema de calificaciones cambio y el estudiante ahora tiene 2 oportunidades con el examen remedial y el examen de gracia, este último solo se permite en 1 materia.
El país utiliza 2 calendarios escolares debido al clima de cada región, el primer calendario antes de las reformas implementadas, en las regiones de la costa y Galápagos el año escolar iniciaba en abril y finalizaba en enero.
Con las reformas implementadas el año escolar se divide en 2 quimestres (similar a los semestres) y desde el año escolar 2013-2014 en el régimen costa el mes de inicio escolar se da en mayo y su finalización en febrero o principios de marzo (debido al fenómeno del niño durante el año escolar 2015-2016, se tuvo que acortar 1 mes y laborar los días sábados).
El segundo calendario utilizado en las regiones de la sierra y amazonia inician en el mes de septiembre y finalizan en el mes de junio o julio, las reformas para el cambio del sistema trimestral y de calificaciones se dio en el año escolar 2012-2013.
Los estudiantes tienen 2 periodos de vacaciones de 1 semana a lo largo del año escolar y 2 meses al finalizar el año escolar, los 2 calendarios contemplan en las mismas fechas las vacaciones de 1 semana en Navidad y año nuevo que se dan en diciembre y enero, mientras que el segundo periodo vacacional se basa en la finalización del quimestre, en el calendario del régimen costa y Galápagos se dan entre septiembre y octubre mientras que en el régimen sierra y amazonia se dan en el mes de febrero, al finalizar el año escolar, en el régimen costa las vacaciones se dan en los meses de marzo y abril mientras que en el régimen sierra sería en los meses de julio y agosto (En el régimen sierra existen algunos colegios privados que no toman las vacaciones en febrero y suelen hacerlas coincidir con el carnaval o la Semana Santa)
Los estudiantes a lo largo del año escolar tienen 3 bloques (parciales) por quimestre y al finalizar cada bloque se debe rendir una prueba de conocimientos de la materia y los exámenes finales se dan en la última semana del quimestre.
Debido a la implementación de los quimestres, el sistema de calificación también cambió. Ahora se establece que las notas se asentarán en la siguiente escala:
10/10:  Supera los aprendizajes requeridos
9/10:  Domina los aprendizajes requeridos
7-8/10:  Alcanza los aprendizajes requeridos
5-6/10:  Está próximo a alcanzar los aprendizajes requeridos (Suspenso)
0-4/10:  No alcanza los aprendizajes requeridos (Suspenso)

## España
En España, el año del colegio comenzaba tradicionalmente el 7 de septiembre y terminaba el 25  de junio. Sin embargo, en los últimos años se tiende a anticipar tanto el inicio como el final de curso, a fin de ir convergiendo con el calendario estándar de la Unión Europea.
Se suele dividir en tres trimestres en el caso de la educación primaria y secundaria, y en dos cuatrimestres en el caso de la educación universitaria. 
El calendario escolar es variable según las distintas comunidades autónomas, pero por lo general, en educación primaria y secundaria el curso suele empezar en septiembre y finalizar en junio. Suele constar de 37 semanas lectivas. Por su parte, en la educación universitaria el primer cuatrimestre suele abarcar desde septiembre a enero, mientras que el segundo cuatrimestre suele ir desde febrero hasta junio; los exámenes finales suelen ser en enero/febrero, y en junio respectivamente.
Las calificaciones en la escuela van de 0 a 10, siendo 5 el aprobado. En la universidad el sistema de calificación es: insuficiente (0 a 4,99), aprobado (5 a 6,99), notable (7 a 8,99), sobresaliente (9 a 10) y matrícula de honor (9 a 10). La diferencia entre las dos últimas radica en que la matrícula de honor sólo se puede otorgar a un máximo del 5% del total de la clase (excepto con menos de 20 estudiantes, en cuyo caso se permite una sola matrícula de honor).

## Guatemala
En este país centroamericano, recibe la denominación ciclo escolar 20xx (cambiando el año en el nombre).
El año escolar de niveles preescolar, primaria (grados 1 a 6) y secundaria (grados 7-11 o 12, según la especialidad) Inicia el lunes de la tercera semana hábil de enero y concluye el viernes de la segunda semana hábil de octubre. El Ministerio de Educación ha fijado la meta mínima de 180 días de clases por ciclo escolar. Esto incluye los descansos de:
- Actividades de Semana Santa,
- Descanso de medio año, la última semana de junio,
- Conmemoración del día de independencia, la semana que incluya el 15 de septiembre.

El Ministerio de Educación no rige la educación postsecundaria, incluyendo universidades. Esta suele iniciar el año lectivo en febrero y concluir en noviembre.

## Honduras
Este país comienza oficialmente su año escolar el 1 de febrero y termina el 30 de noviembre. Los días libres son el 3 de febrero, la Semana Santa, en marzo o abril, el 1 de mayo, la Semana del Estudiante, en junio o julio, el 15 de septiembre que es la fecha de independencia del país, la Semana Morazánica, en octubre. Este país tiene como año escolar 9 meses, los meses de diciembre y enero se otorgan como meses de vacaciones.
- El año escolar hondureño tiene 4 modalidades:

- Educación Prebásica: Son 3 años en el cual niños de 3 a 5 años inician su etapa escolar.

- Educación Básica: Esto se divide en 3 ciclos.

De 1.er grado a 3.er grado que se llama "primer ciclo"
De 4.º a 6.º grado se le llama “segundo ciclo”. 
De 7.º a 9.º grado se le llama “tercer ciclo”.
- Educación Media: Esto depende del estudiante y de qué carrera elegirá los BTP que tienen 3 años y BCH que tienen 2 años.

- Educación Superior: Ya aquí es la universidad.

## México
En México, el año escolar consta de 10 meses hábiles y 2 meses de descanso. El ciclo escolar comienza a finales de agosto y termina a principios de julio o en algunas veces a mediados o a finales de junio.
El calendario escolar es creado por la SEP (Secretaría de Educación Pública), y se aplica a escuelas preescolares, primaria y secundaria y algunas de educación media superior.
A partir del ciclo escolar 2018-2019 se dividirá en 3 Trimestres (septiembre-noviembre, diciembre-marzo y abril-junio), en los cuales se entrega una evaluación al estudiante, que va del 5 al 10 y al final es promediado cada promedio trimestral para obtener el promedio anual.
Durante el ciclo escolar hay diversos recesos en las clases, durante las festividades oficiales no se labora. Si un día festivo cae de martes a viernes, se recorre el asueto al lunes anterior, con algunas excepciones.
Las vacaciones de verano empiezan desde la segunda semana de julio a la tercera semana de agosto.

### México: Escuela Nacional Preparatoria
La Escuela Nacional Preparatoria es un sistema de bachillerato de la UNAM, con una duración de 3 años (4°, 5° y 6°año), teniendo un ciclo escolar propio. El ciclo escolar comienza regularmente el segundo lunes de agosto y culmina el tercer o cuarto viernes de abril, variando según la Semana Santa, que en el calendario escolar de la ENP se le llama "Asueto Académico". Se divide en 3 períodos donde al final de cada uno se entregan evaluaciones parciales. Los períodos son: 
- 1° Período: agosto - octubre
- 2° Período: noviembre - enero
- 3° Período: febrero - abril

Las evaluaciones para cada asignatura se anotan con números enteros del 5 al 10, además de NP, SE y AC. Las calificaciones aprobatorias son de 6 o mayores. Una nota de 5, significa que el estudiante no aprobó. Una nota de NP significa que el estudiante no presentó y no tiene valor numérico esa nota. Una nota de SE es sin evaluación y significa que el profesor aún no entrega notas. Una nota de AC, solo aparece en el historial académico en las asignaturas que no tienen créditos. 
Al final del año, la nota de cada asignatura se anotará con un número entero entre 5 y 10, además de NP. Las asignaturas sin créditos, tendrán una calificación de AC si el estudiante las aprobó. En caso de tener una nota final de 5 o NP, el estudiante deberá realizar examen extraordinario.
Cabe mencionar que al finalizar el año escolar, las siguientes dos semanas son de exámenes finales, donde los estudiantes que no hayan aprobado, deberán presentar el examen final del curso correspondiente.
Los días de descanso oficiales son:
- 15 y 16 de septiembre
- 1 y 2 de noviembre
- 20 de noviembre (No laborable el lunes anterior)
- 12 de diciembre
- 5 de febrero (No laborable el lunes anterior)
- 21 de marzo (No laborable el lunes anterior)
- Semana de Asueto Académico: Coincide con la Semana Santa (marzo y abril)
- 1 de mayo
- 10 de mayo
- 15 de mayo

Además hay vacaciones de fin de año que comienzan entre el segundo y tercer viernes de diciembre y finalizan el primer lunes de enero, siempre y cuando no sea 1, 2 o 3, en caso de ser así, las clases se reanudarán al jueves inmediato.
Las vacaciones de fin de curso, duran por lo regular en primaria y secundaria 1 mes con 2 semanas y  puede variar en las preparatorias, usualmente estas salen a finales de mayo y entran la primera semana de agosto.
Es necesario mencionar además que los cursos son seriados, es decir, el escolar no puede cursar una materia siguiente si la anterior no ha sido pasada. Ejemplo: El estudiante no podrá inscribirse en Matemáticas V si debe aún Matemáticas IV.
Las escuelas cuentan con paros por días que sean reclamados como célebres.

## Perú
En las escuelas públicas se considera una calendarización única, adaptable a las condiciones logísticas de cada región. Hasta 2013 el año escolar iniciaba el primer día o primer lunes de marzo, desde entonces se inicia el segundo o tercer lunes y culmina en diciembre (a excepción de 2020 por la pandemia de COVID-19),y se divide en 4 bloques lectivos de 9 o 10 semanas, denominados bimestres. Al término del segundo bimestre y después de las evaluaciones se disponen dos semanas vacacionales que coinciden con las Fiestas Patrias (28 y 29 de julio), tanto en primaria como en secundaria.
En las escuelas privadas se suele comenzar el primer lunes de marzo, y se dividen en cuatro bimestres, con periodos vacacionales entre cada uno. Algunos tienen exámenes, mensuales, bimestrales o semestrales, aunque constantemente los estudiantes son evaluados durante todo el año. Normalmente, aquellos que no pasan algún curso tienen que ir durante todo enero a un curso de recuperación en su colegio, llamado vacacional. En algunos colegios, simplemente se da un examen a inicios de febrero para decidir si el estudiante pasa de año o no. Si el estudiante desaprueba 4 áreas o más, este repite el año.
Los días feriados coinciden con los días festivos en Perú, siempre y cuando estos sean en un día hábil. Comúnmente el año escolar acaba el viernes anterior al 24 de diciembre. Luego, se realiza la clausura escolar donde se entregan los resultados finales y se informa sobre el progreso de aprendizaje del estudiante.
Tiene 3 niveles académicos, escuela inicial (3, 4 y 5 años); escuela primaria (de 1° a 6° grado); y la escuela secundaria (de 1° a 5° grado), en total 14 años de colegio. La calificación está dada en un sistema alfabético que refleja el logro de aprendizajes del estudiante.
- AD: Logro destacado (sobresaliente)
- A: Logro esperado (bueno)
- B: En proceso (regular)
- C: En inicio (desaprobado)

Para el cálculo de promedios y órdenes de mérito, las notas son convertidas en valores numéricos del 1 al 4 en orden ascendente.
Hasta 2019, la calificación en nivel secundario se daba generalmente por números, desde 0 a 20. El alumno aprobaba con un mínimo de 11, en algunos colegios la nota aprobatoria ascendía a 12 o 13. Con una nota inferior el alumno era desaprobado y de 18 a 20 se consideraba excelencia.

## Venezuela
El ciclo escolar en Venezuela inicia la segunda quincena de septiembre o a principios de octubre, y se extiende hasta finales de junio o hasta principios de julio, dependiendo de cada institución. El año escolar se divide en tres trimestres, llamados lapsos.
El primer lapso va desde septiembre u octubre hasta la segunda o tercera semana de diciembre, cuando se interrumpen las actividades académicas por las celebraciones de Navidad y Año Nuevo. Las vacaciones de fin de año duran tres semanas.
El segundo lapso inicia en enero, después de la celebración de Reyes Magos, hasta marzo o abril, el cual incluye una semana de asueto por la conmemoración de la Semana Santa.
Y el tercer y último lapso se extiende desde abril hasta terminar el año escolar a finales de junio, o a veces, a principios de julio.
Al final de cada lapso, los estudiantes reciben sus boletines de calificaciones.
En el caso de las universidades, el año académico varía de acuerdo al sistema adoptado autonómicamente por cada institución, el cual puede ser trimestral, semestral o anual. Algunas universidades del país ofertan cursos intensivos de verano en sus facultades.
En el 2023, el término lapso fue reemplazado por "Momento Pedagógico"